# Tariku Bekele
Pour les articles homonymes, voir Bekele.
Tariku Bekele, né le 28 février 1987 à Bekoji dans la Région d'Oromia, est un athlète éthiopien spécialiste des courses de fond. Il est le frère cadet de Kenenisa Bekele.

## Carrière
Tariku Bekele se révèle à l'âge de seize ans en se classant deuxième du 3 000 mètres des Championnats du monde cadets derrière le Kényan Augustine Choge. Il fait ses débuts dans les épreuves séniors en mai 2004 à l'occasion des Championnats d'Éthiopie où il se classe quatrième du 5 000 m. Sélectionné pour les Championnats du monde juniors de Grosseto, il s'adjuge la médaille de bronze du 5 000 m en 13 min 30 s 86. Durant l'été, l'Éthiopien réalise des performances significatives lors des meeting européens, signant notamment le temps de 13 min 11 s 97 sur 5 000 m lors du meeting de Zurich. Sixième de la course junior des Championnats du monde de cross, l'Éthiopien se distingue au mois de juillet lors du Meeting de Paris-Saint-Denis en descendant pour la première fois de sa carrière sous la barrière des treize minutes sur 5 000 m (12 min 59 s 03). Il confirme son état de forme quelques jours plus tard à Lausanne en réalsisant le temps de 7 min 38 s 18 sur 3 000 m. Sélectionné pour les Championnats du monde d'Helsinki, Tariku Bekele se classe septième de la finale du 5 000 m en 13 min 34 s 76. 
En début de saison 2006, Tariku Bekele termine sixième du 3 000 m lors des Championnats du monde en salle se déroulant à Moscou, puis obtient la médaille de bronze des Championnats du monde juniors de cross-country. Il devient champion du monde junior du 5 000 m au mois d'août à Pékin avec le temps de 13 min 31 s 34, avant de s'imposer en fin d'année lors de la Finale mondiale d'athlétisme de Stuttgart. En 2007, Bekele se classe cinquième du 5 000 m lors des Championnats du monde d'Osaka avec le temps de 13 min 47 s 33, terminant néanmoins premier Éthiopien de la finale. Il remporte son premier titre international majeur sénior en début d'année 2008 en s'imposant sur le 3 000 m des Championnats du monde en salle de Valence, en Espagne. Auteur de 7 min 48 s 23, il devance finalement le Kényan Paul Kipsiele Koech et son compatriote Abreham Cherkos. Il améliore son record personnel du 5 000 m début juin 2008 lors du meeting de Berlin avec le temps de 12 min 52 s 45. Figurant parmi les favoris des Jeux olympiques de Pékin, Tariku Bekele se classe sixième d'une finale remportée par son frère Kenenisa.
Lors des Jeux olympiques de Londres, en août 2012, l’Éthiopien se classe troisième de l'épreuve du 10 000 m en 27 min 31 s 43, derrière le Britannique Mohamed Farah et l’Américain Galen Rupp, et devant son frère Kenenisa qui termine au pied du podium

## Palmarès

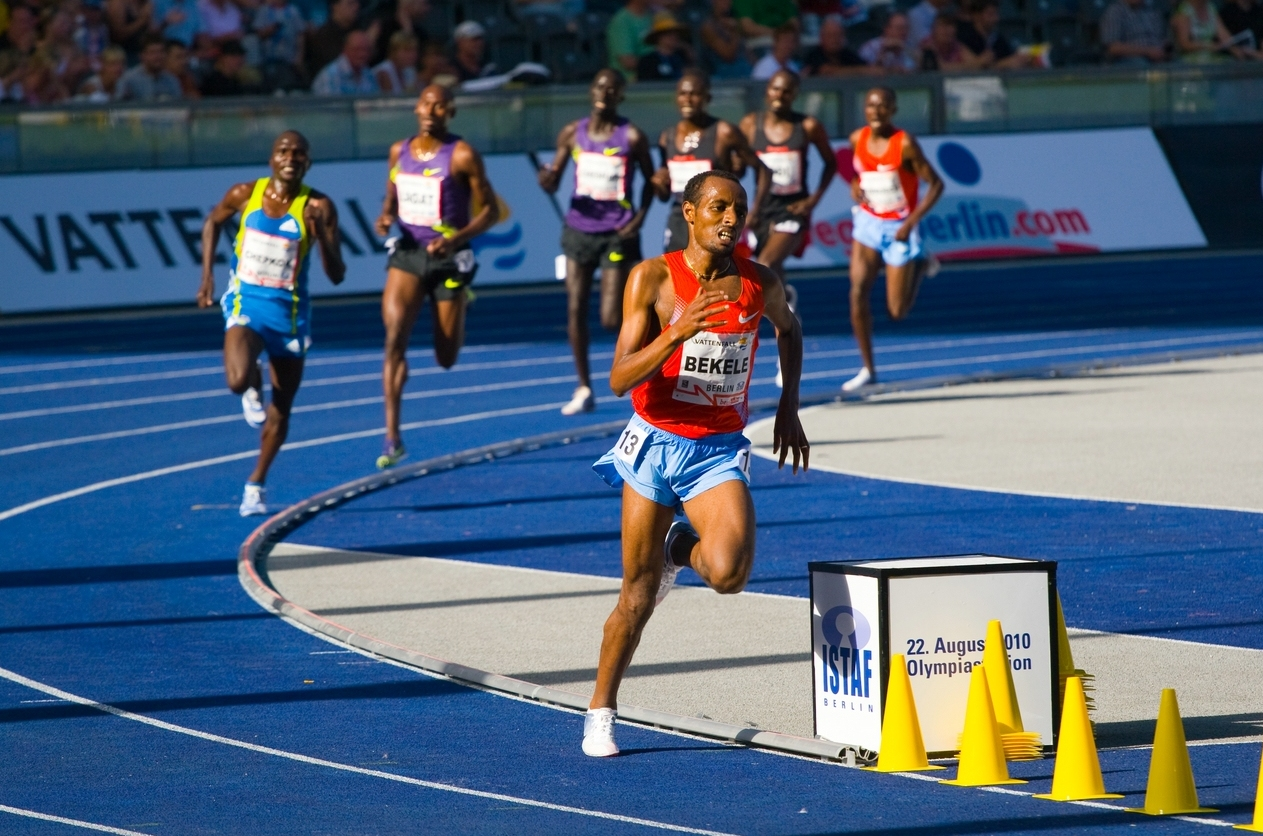
Tariku Bekele en 2010 lors du meeting ISTAF de Berlin

| Année | Compétition                    | Lieu             | Place | Épreuve       |
| ----- | ------------------------------ | ---------------- | ----- | ------------- |
| 2003  | Championnats du monde jeunesse | Sherbrooke       | 2e    | 3 000 m       |
| 2004  | Championnats du monde juniors  | Grosseto         | 3e    | 5 000 m       |
| 2005  | Championnats du monde de cross | Saint-Étienne    | 6e    | Course junior |
| 2005  | Championnats du monde          | Helsinki         | 7e    | 5 000 m       |
| 2005  | Finale mondiale                | Monaco           | 5e    | 3 000 m       |
| 2006  | Championnats du monde en salle | Moscou           | 6e    | 3 000 m       |
| 2006  | Championnats du monde de cross | Fukuoka          | 3e    | Course junior |
| 2006  | Championnats du monde juniors  | Pékin            | 1er   | 5 000 m       |
| 2006  | Finale mondiale                | Stuttgart        | 1er   | 3 000 m       |
| 2006  | Finale mondiale                | Stuttgart        | 4e    | 5 000 m       |
| 2007  | Jeux africains                 | Alger            | 3e    | 5 000 m       |
| 2007  | Championnats du monde          | Ōsaka            | 5e    | 5 000 m       |
| 2008  | Championnats du monde en salle | Valence          | 1er   | 3 000 m       |
| 2008  | Jeux olympiques                | Pékin            | 6e    | 5 000 m       |
| 2008  | Finale mondiale                | Stuttgart        | 6e    | 5 000 m       |
| 2010  | Championnats du monde en salle | Doha             | 4e    | 3 000 m       |
| 2010  | Ligue de diamant               | Ligue de diamant | 2e    | détails       |
| 2012  | Jeux olympiques                | Londres          | 3e    | 10 000 m      |

## Records
| Épreuve  | Performance    | Lieu       | Date          |
| -------- | -------------- | ---------- | ------------- |
| 5 000 m  | 12 min 52 s 45 | Berlin     | 1er juin 2010 |
| 10 000 m | 27 min 03 s 24 | Birmingham | 22 juin 2012  |